# 東追分信号場
東追分信号場（ひがしおいわけしんごうじょう）は、北海道勇払郡安平町追分美園にある北海道旅客鉄道（JR北海道）石勝線の信号場である。電報略号はカケ。事務管理コードは▲132110。旅客営業時代の駅番号はK16。

## 歴史

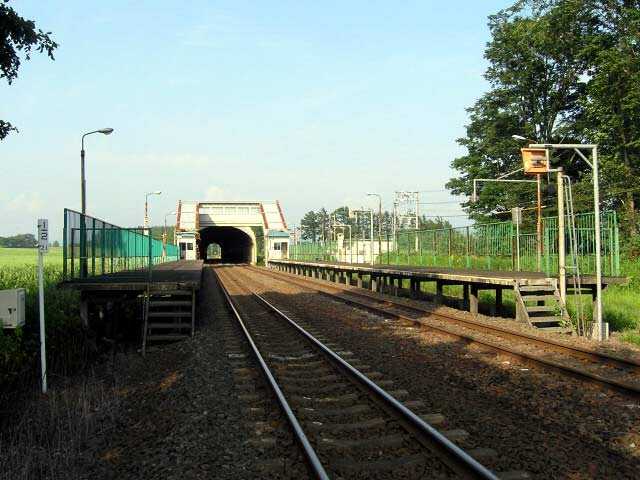
東追分駅時代のホーム全景（2004年8月）

第二次世界大戦後、安平村（その後追分村、追分町を経て現在の安平町）本安平の北海道炭礦汽船が所有する山林の一部が緊急開拓事業のため国に買収され、外地引揚者、復員軍人などによる秩父・光起などの開拓集落が誕生した。当初、住民は鉄道を利用するために川端駅・追分駅へ約10 - 15kmの距離を徒歩で移動するほかなかったため、当駅の設置が請願されることとなり、仮乗降場としての設置を経て1965年（昭和40年）に正規の旅客駅となった。

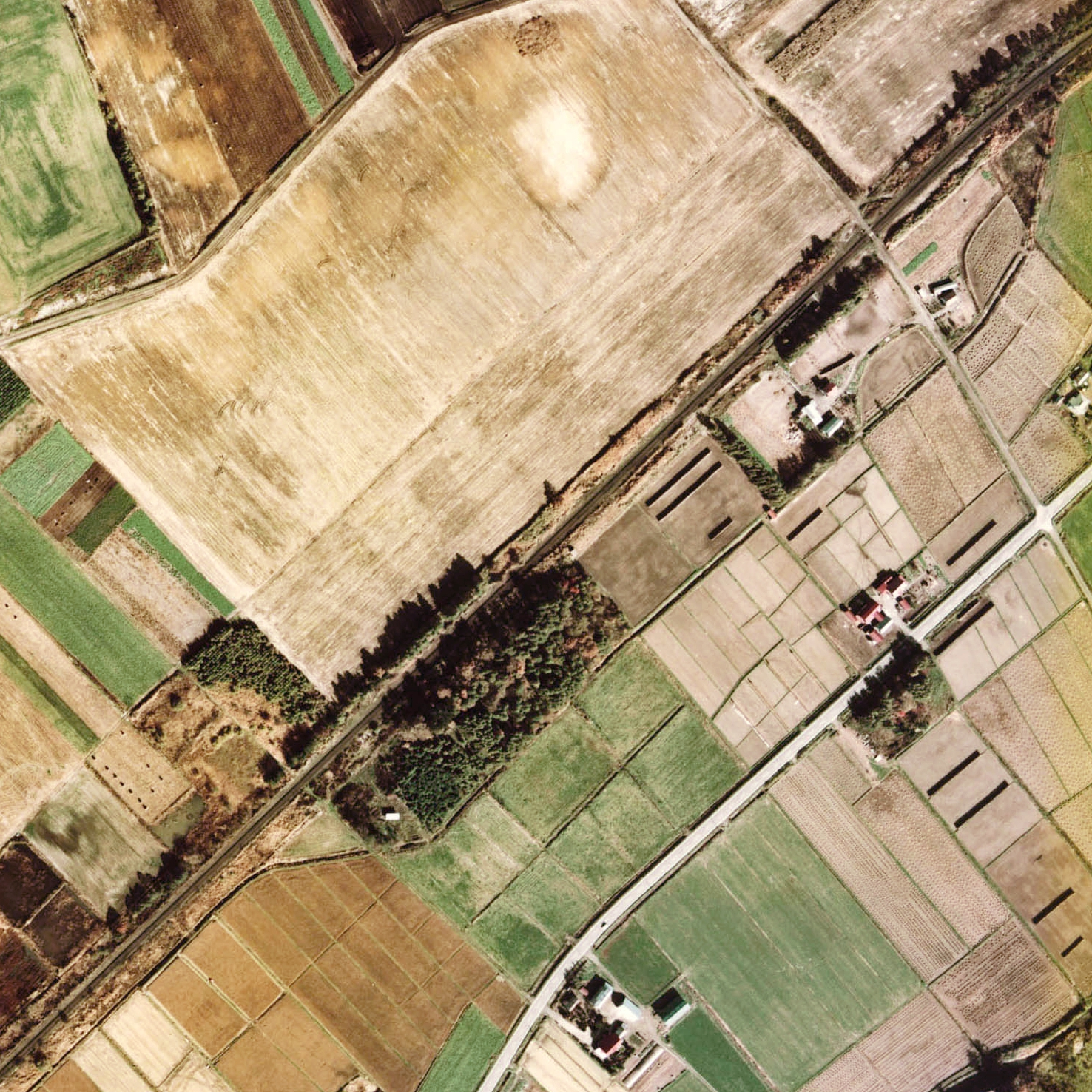
1976年の夕張線（当時）の東追分駅と周囲750m範囲。右上が夕張方面。右上側の踏切手前、夕張に向かって右側に、短い単式1面1線の石組み土盛のホームがある。待合室はホーム横の踏切側に置かれていた。後に石勝線への移行に先駆けて相対式2面2線となるに当たり、写真中央の位置へ移動した。

その後、1981年（昭和56年）の石勝線開業時に線路容量が不足するため、交換設備を新設し、2016年（平成28年）3月26日には利用客の減少により旅客扱いを廃止し信号場となった。

### 年表
- 1948年（昭和23年）：同年初頭に臨時乗降場設置について、地元住民より陳情書、安平村長から請願書が札幌鉄道局長に提出[6]。その後、時期不詳ながら夕張線（当時）追分駅 - 川端駅間に小安平仮乗降場（こあびら[8]かりじょうこうじょう）[注 1]が設置される。1日1往復停車[6]。
  - 小安平には線路班（軌道の監視や補修を行う職場）が設置されていた[8]。道内の線路班の中には職員家族向けに旅客扱いを行っていたものが多くあり、ここもその一つであった[8]。
- 1952年（昭和27年）
  - 11月：追分村村議会に、「本安平駅」の設置陳情書が議員により提出され、可決[6]。
  - 12月：追分村長・追分村議会議長連名により、「小安平仮停車場の昇格並びに停止列車の増加について」陳情書を提出[6]。
- 1965年（昭和40年）3月1日：日本国有鉄道の東追分駅（ひがしおいわけえき）として開業[6][1][9]。旅客のみ取扱いの無人駅[10]。
- 1978年（昭和53年）4月：当駅にて東宝による映画「ブルークリスマス」のロケが勝野洋、竹下景子を迎えて行われる。当駅は東北地方の田舎駅との設定で用いられた[11]。
- 1981年（昭和56年）
  - 6月1日：移転改キロ（追分寄りに300m移設）。
  - 6月19日：追分駅 - 川端駅間が票券閉塞式から単線自動閉塞式に変更され、同時に当駅に交換設備新設（当初より継電連動化）[12]。
  - 7月1日：新駅舎使用開始[13]。
  - 8月1日：夕張線（石勝線未開業部分を含）CTC化に伴い、追分駅の被管理下に置かれる[13][14]。
  - 10月1日：石勝線開業に伴い同線の駅となる[15]。
- 1987年（昭和62年）4月1日：国鉄分割民営化に伴い、北海道旅客鉄道（JR北海道）の駅となる[1]。
- 1994年（平成6年）8月28日：石勝線・根室線高速化工事に伴い同日に分岐器を弾性分岐器に交換[16][17]。
- 2012年（平成24年）2月16日：20時50分頃、釧路貨物駅発札幌貨物ターミナル駅行き貨物列車16両編成が停止信号を冒進し、安全側線に進入、脱線する事故が発生。19日の午後から運転を再開[18][19]。
- 2016年（平成28年）3月26日：利用者減少とダイヤ改正に伴い、旅客扱いを廃止[JR北 1]。東追分信号場となる[20]。
  - 旅客扱い終了時点では追分駅が管理する無人駅だった。また、普通列車の一部は通過していた。

### 信号場名の由来
「追分」の東方にあるため。なお請願時の仮称であった「本安平」はアイヌ語の「ポンアピラ（pon-apira）」（小さい〔=支流の〕・安平川）に由来する。

## 構造

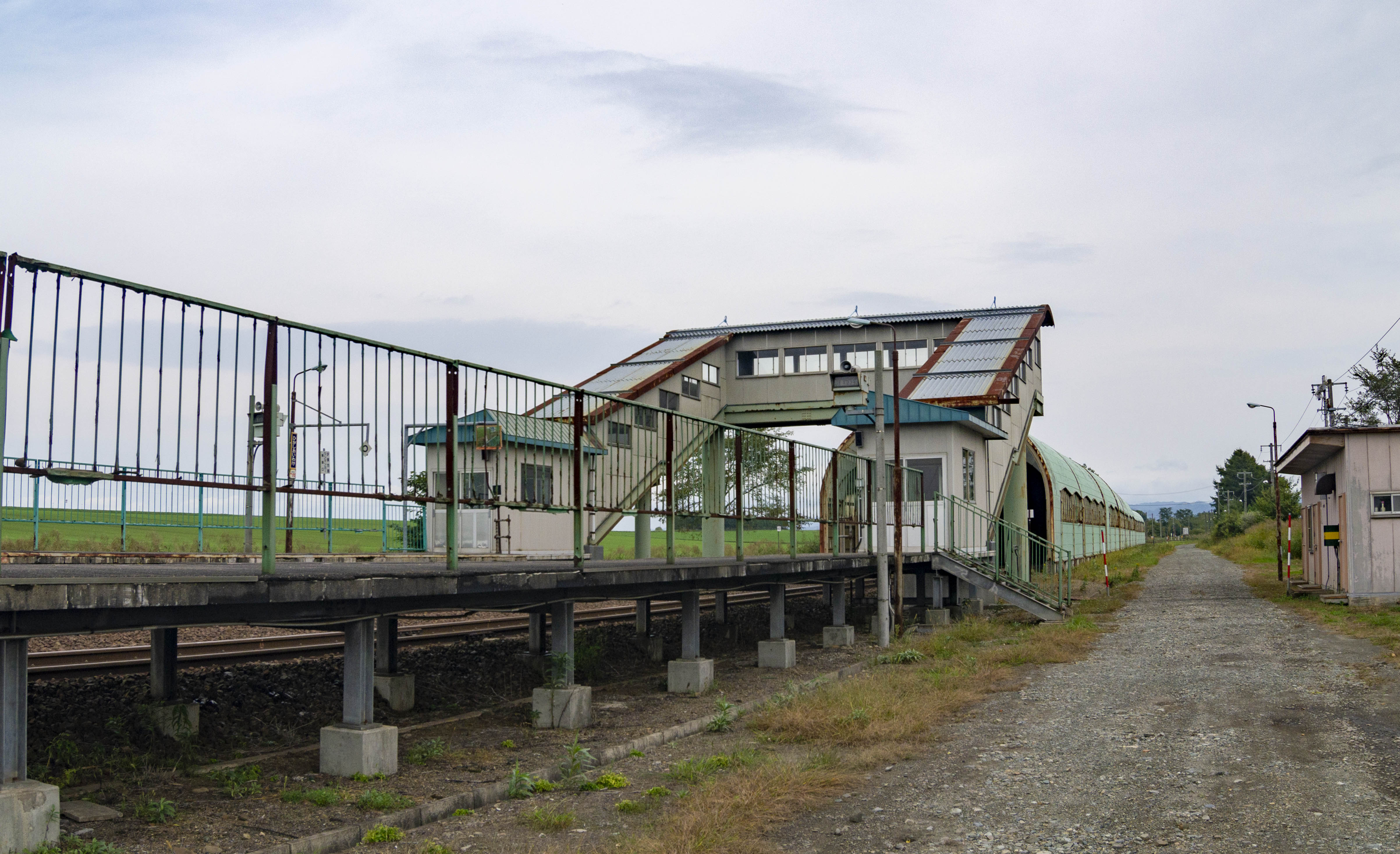
駅営業時（2012年10月）

南千歳方から新得方に向かって左手から下り本線、上り本線の2線を有する単線行き違い型信号場。このほかそれぞれの進行方向に安全側線を設け、両方の分岐器をスノーシェルターで覆っている。
旅客駅として営業していた頃のホームは各線に1面ずつ（相対式ホーム2面）設置されており、ホームの新得方に跨線橋を設けて連絡した。待合室は跨線橋の出入口に扉を設けて椅子が設置されていた。

## 利用状況
旅客営業時代の乗車人員の推移は以下のとおり。「JR調査」については、当該の年度を最終年とする過去5年間の各調査日における平均である。
| 年度               | 乗車人員 | 乗車人員 | 乗車人員 | 出典   | 備考                        |
| 年度               | 年間     | 1日平均  | JR調査   | 出典   | 備考                        |
| ------------------ | -------- | -------- | -------- | ------ | --------------------------- |
| 1985年（昭和60年） |          | (5)      |          | [ 13 ] | 利用人員10人（うち定期8人） |
| 1992年（平成04年） |          | (3)      |          | [ 3 ]  | 乗降人員6人                 |

## 周辺
周辺は農村地帯で牧歌的風景が広がる。家屋は数軒しか見えない。
- 北海道道462号川端追分線
- サントリー・金麦（「帰り道」篇）CMロケ地（檀れい出演）

## 隣の施設
北海道旅客鉄道（JR北海道）
■石勝線
追分駅 (K15) - （東追分信号場） - 川端駅 (K17)